# Jour de l'an

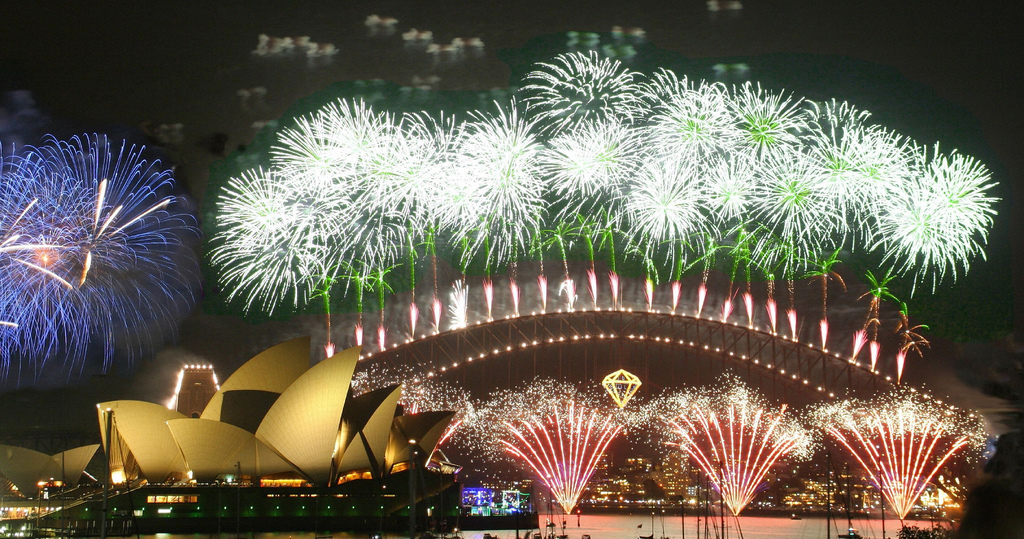
Feu d'artifice du jour de l'an à Sydney en 2006.

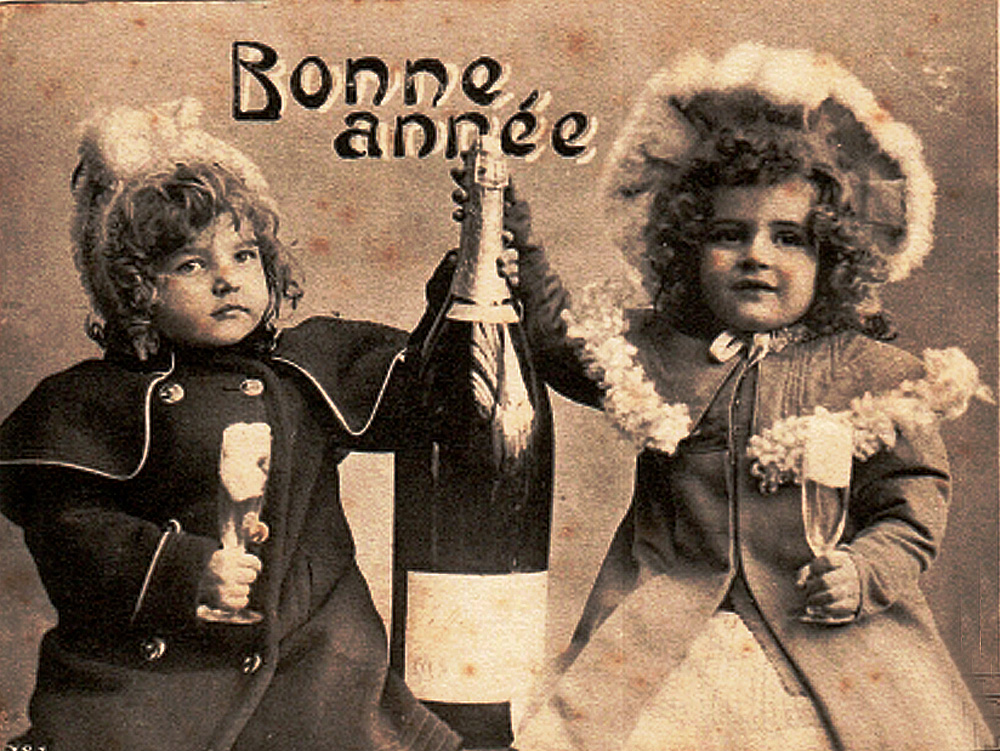
« Bonne année », fêtée au champagne en France, au début du XXe siècle.

 (janvier 2012).
Si vous disposez d'ouvrages ou d'articles de référence ou si vous connaissez des sites web de qualité traitant du thème abordé ici, merci de compléter l'article en donnant les références utiles à sa vérifiabilité et en les liant à la section « Notes et références ».
Le jour de l'an , nouvel an ou premier de l'an est le premier jour de l'année. Par extension, le terme désigne aussi les célébrations de ce premier jour de l'année.
Comme toute date anniversaire dans un calendrier donné, le jour de l'an peut être une date mobile dans un autre calendrier fonctionnant suivant une autre logique. Par exemple, le jour de l'an du calendrier chinois (luni-solaire) est une date mobile dans le calendrier grégorien (solaire).

## Raisons de la célébration
Dans la philosophie moderne, pour Mircea Eliade, la célébration du jour de l'an correspond au renouvellement annuel de la cosmogonie des origines, que l'on retrouve dans toutes les civilisations primitives, et qui permet de retrouver la plénitude du monde initial.

## Différence entre les calendriers
Dans les pays tempérés, bien que le « Jour de l'an » tombe rarement à la même date d'un calendrier à l'autre, on remarque une relative concordance. En effet, la disparition de la végétation durant l'hiver et sa renaissance au printemps ont nourri le concept très répandu de la « renaissance cyclique » de l'année. Il n'est donc pas étonnant qu'un grand nombre de « Jour de l'an » soit fêté entre le solstice d'hiver et l'équinoxe de printemps.
Cependant, ceci n'est nullement universel, puisque dans les pays tropicaux, le cycle des saisons est bien moins visible. Ainsi l'Égypte antique, bien qu'elle utilise un calendrier civil solaire, fête la nouvelle année à l'arrivée de la crue du Nil. Cette crue, due aux pluies tombées loin en amont dans les hauts plateaux, a une date entièrement tributaire des phénomènes météorologiques. Elle intervient cependant généralement à la même période.
Voici différents calendriers avec la correspondance de la date de leur jour de l'an dans le calendrier grégorien.

### Calendriers en usage
- Année solaire (variable suivant les pays)
- Calendrier attique : nouvelle lune suivant le solstice d'été (juin ou juillet)
- Calendrier berbère : Yennayer, entre le 12 janvier et le 14 janvier
- Calendrier chinois : entre le 20 janvier et le 19 février
- Calendrier copte : le 11 ou 12 septembre
- Calendrier de l'Égypte antique : vers le 19 juillet (lors de la crue du Nil)
- Calendrier éthiopien : le 11 septembre
- Calendrier fixe : 1er janvier
- Calendrier grégorien : 1er janvier
- Calendrier hébraïque : Roch Hachana (le 1er tishri, en septembre ou octobre) et débuts d'année lunaire, fiscale, agricole
- Calendrier julien : vers le 14 janvier ; date encore utilisée par certains pays ou communautés (par ex. le calendrier berbère)
- Calendrier liturgique romain : (premier dimanche de l'Avent, fin novembre ou début décembre)
- Calendrier musulman : appelé aussi calendrier Hijir, son premier jour est le 1er du mois de mouharram (محرم)
- Calendrier Nanakshahi (Pendjabi: ਨਾਨਕਸ਼ਾਹੀ, nānakashāhī), un des calendriers sikhs : 14 mars (1 Chet)
- Calendrier persan, zoroastrien et baha'i : vers le 21 mars (équinoxe de printemps)
- Calendrier thaïlandais ou calendrier bouddhique : songkran (du 12 au 15 avril)

### Calendriers abandonnés
- Calendrier républicain (Révolution française) : 1er vendémiaire (vers le 22 septembre), à l'équinoxe automnal

## Histoire du jour de l'an
Justifiée par la démocratisation du calendrier grégorien, on constate que la date du 1er janvier est de plus en plus adoptée comme date officielle pour fêter le jour de l'an. En effet, de nombreuses cultures célèbrent l'évènement et le 1er janvier est souvent imposé comme un jour férié. Valorisant une culture plus régionale ou locale, d'autres calendriers restent toutefois utilisés. On citera par exemple différentes cultures natives de l'Amérique latine ainsi qu'Israël, la Chine et l'Inde qui continuent de fêter le jour de l'an à une date différente. Utilisée comme point pivot entre deux années d'un calendrier, elle est souvent associée à la notion de renouveau et est donc généralement fêtée entre le solstice d'hiver et l'équinoxe de printemps. Suivant le calendrier utilisé, cette fête peut toutefois ne pas correspondre à un jour fixe. Ainsi, le nouvel an chinois ne correspond pas à un jour donné du calendrier grégorien. Il y avait d'ailleurs des variations en fonction des régions en Europe occidentale au Moyen-Âge, alors que le calendrier julien restait encore en vigueur. Mars, avril, septembre et décembre ont par exemple été utilisés avant la transition vers le nouveau calendrier, établissant la date fixe du premier janvier comme une constante indépendante de la position géographique.[réf. nécessaire]

### Babylone antique
Au Musée du Louvre, section de la Mésopotamie, sont exposés deux rouleaux d'argile de l'antique Babylone. Ils expliquent que le jour de l'an était la fête principale des Babyloniens, durant laquelle les prêtres de chaque cité entraient dans leur temple et emmenaient en procession leur dieu tribal vers le temple principal de Tammouz à Babylone. Ce jour était marqué par des rites orgiaques et sexuels qui n'étaient pas suivis par les Hébreux dont l'année commençait en mars avec l'arrivée du printemps et des semences.

### Égypte antique
En Égypte antique, le jour de l'an est le premier jour du calendrier, soit le premier jour du premier mois de la saison de l'inondation des cultures par le Nil : le I Akhet 1. Il correspond en théorie à la crue du Nil, même si ce n'était pas toujours le cas, car le calendrier de l'Égypte antique se décalait chaque année. Cette date porte donc en elle une forte connotation de renouveau bénéfique, la crue du Nil étant vitale pour le pays, car elle dépose sur les terres le limon nécéssaire à de bonnes récoltes.
C'est symboliquement à la date du jour de l'an (an VII du règne de Thoutmôsis III) qu'Hatchepsout proclame son « couronnement » sur les parois du temple de Deir el-Bahari. En fait, il a eu lieu entre le II Peret 1 et le IV Chemou 30, soit bien plus tard dans l'année, selon les inscriptions de son seul obélisque encore érigé à Karnak. En proclamant donc son couronnement au jour de l'an, la nouvelle souveraine entend profiter de la portée symbolique de cette date.
Le jour de l'an est également l'occasion de faire des offrandes aux défunts et aux dieux, surtout à Rê, dont le jour de naissance est censé correspondre au jour de l'an. De même, une procession de vases remplis de « l'eau nouvelle » du Nil se déroule depuis le fleuve jusqu'aux temples, où on procède à des rites d'illuminations et au renouvellement de leur consécration aux dieux.

### Rome antique
En 46 avant notre ère, Jules César décide que le jour de l'an, auparavant célébré en mars, serait fixé au 1er janvier. Les Romains dédient ce jour à Janus, dieu des portes et des commencements : celui-ci avait deux visages, l'un tourné vers l'avant, l'autre vers l'arrière; le mois de janvier doit d'ailleurs son nom à Janus.

#### Les calendes de mars
Comme l'indiquent les noms des mois de septembre (september, septième mois), octobre (october, huitième mois), novembre (november, neuvième mois) et décembre (december, dixième mois), l'antique calendrier romain compte le mois de mars (martius) comme le premier mois de l'année.

#### Les ides de mars
Cependant, avec l'avènement de la République, les Romains prennent l'habitude de distinguer les années en indiquant le nom des deux consuls, le consulat étant une magistrature dont le mandat dure un an. On parle alors d'« année consulaire ». En 153 av. J.-C., le jour de l'investiture des consuls, jusqu'alors fixé au 15 mars, passe au 1er janvier.

#### Les calendes de janvier
Ainsi il semble assez naturel que ce soit un 1er janvier, celui de l'année 45 av. J.-C., que Jules César, consul pour la 4e fois, fasse commencer le calendrier julien qui modifie certains paramètres du calcul des dates.
Le calendrier julien est encore utilisé aujourd'hui par les églises orthodoxes serbe et russe. En Occident, il a été remplacé par le calendrier grégorien.
Grâce à Ovide (né en 43 av. J.-C., mort en 17), qui décrit les fêtes de chaque mois de l'année dans Les Fastes, on connaît certaines des coutumes romaines observées le 1er janvier : un culte est rendu à Janus, dieu des portes et des commencements, avec des sacrifices d'animaux et des offrandes de fruits et de miel. On ouvre les portes des temples. Vêtus de vêtements blancs, les Romains accompagnent en procession les nouveaux consuls de leur domicile au temple de Jupiter Capitolin. Ce jour est considéré comme le premier de l'année et l'on échange des vœux. Cependant le jour n'est pas férié : on travaille, au moins symboliquement, en signe de prospérité économique. Comme c'est un jour faste, les tribunaux sont en activité. 

### France
En France, le jour de l'an n'a pas toujours été le 1er janvier : la nouvelle année ne commence à cette date qu'en vertu de l'édit de Roussillon du 9 août 1564, promulgué par le roi Charles IX.
Auparavant, le jour de l'an a beaucoup changé au fil des siècles pour les peuples usant du calendrier solaire, et ce, au gré des Églises, des époques et des pays. Le début de l'ère chrétienne (Anno Domini), qui ne s'est imposé progressivement en Europe qu'à partir du Ier millénaire, a été fixé d'après les travaux du moine Denys le Petit réalisés au VIe siècle. Ce dernier a placé la naissance de Jésus le 25 décembre de l'an 753 + 1 = 754 ab Urbe condita, ou « 754 depuis la fondation de la ville = Rome ». Il en a déduit le début de l'ère chrétienne huit jours plus tard, jour supposé de la circoncision de Jésus.
Aux VIe et VIIe siècles, dans de nombreuses provinces, le jour de l'an est célébré le 1er mars (style vénitien).
 
Sous Charlemagne, l'année commence à Noël (style de la Nativité de Jésus).

Du temps des rois capétiens, l'année débute le jour de Pâques (style de Pâques). En conséquence, les années sont de longueur très variable.
Cet usage est quasi-général aux XIIe et XIIIe siècles et même jusqu'au XVe dans certaines provinces. Les généalogistes des rois de France doivent donc jongler avec les dates en fonction des lieux pour raconter l'Histoire puisque le début de l'année varie selon les provinces : à Vienne, par exemple, c'est le 25 mars (style florentin ou style de l'Annonciation, d'où la tradition du poisson d'avril commémorant l'usage de s'échanger des cadeaux en début d'année de ce style)…
Finalement, l'édit de Roussillon de Charles IX harmonisa les pratiques.
L'empereur germanique et roi d'Espagne Charles Quint, qui régnait également sur les actuels Pays-Bas, Belgique, Luxembourg, Lombardie, le Mezzogiorno italien et l'Amérique hispanophone, avait déjà fixé le début de l'année au premier janvier pour ses terres quelques décennies plus tôt, mais c'est le pape Grégoire XIII qui, en instituant le calendrier grégorien en 1582, généralise cette mesure à l'ensemble du monde chrétien, notamment pour simplifier le calendrier des fêtes religieuses.
Derniers avatars : 
De 1792 à 1806, en France, l'éphémère calendrier républicain abolit le "jour de l'an" du 1er janvier et fait débuter l'année le 1er vendémiaire (à l'équinoxe d'automne).
La commune de Paris restaure en 1871 pendant une très courte durée le calendrier républicain.

## Pratiques actuelles du jour de l'an
Beaucoup de pratiques consistent en repas et bains, rituels propitiatoires destinés à appeler sur un groupe familial ou social la protection ou la prospérité.

### Europe occidentale
En Occident, il est de coutume de fêter le jour de l'an par un banquet la veille, le soir du 31 décembre : c'est le réveillon de la Saint-Sylvestre. Ce repas comprend généralement du foie gras et du champagne ou tout autre plat « festif » et gastronomique. Au cours de celui-ci ou après, se mêlent danses et lancers de cotillons, boules et serpentins… À minuit, tous s'embrassent, parfois sous le gui qui décore le lieu des festivités, en se souhaitant les meilleurs vœux possibles et en s'engageant dans d'éventuelles bonnes intentions. Puis, on offre les étrennes, cadeaux de nouvelle année.
Il existe cependant quelques particularités selon les régions ou pays.

#### Belgique
Il est de tradition de faire la tournée de ses amis et de sa famille afin de leur souhaiter la bonne année. Ceux-ci offrent en général un verre d'alcool (la goutte), ainsi qu'une assiette de galettes. Les enfants prononcent des vœux (en vers ou prose) devant leurs grands-parents ou parents et en guise de remerciement, ils reçoivent une « dringuelle » (du flamand « drink geld ») c'est-à-dire des étrennes. La maîtresse de maison glisse traditionnellement une pièce de monnaie sous l'assiette de ses convives.

#### Espagne
La tradition veut que l'on mange un grain de raisin à chacun des 12 coups de minuit, ce qui augure une année prospère. L'ensemble des Espagnols suit cette tradition, qu'ils vivent en Espagne ou à l'étranger. Les campanadas (les coups de cloche) sonnent dans toute l'Espagne, dans chaque ville. Cet événement est aussi diffusé, en direct, à la télévision et à la radio.
Depuis quelques années, une mode peu répandue en Espagne consiste aussi à porter de la lingerie rouge pour l'occasion, au 31 décembre.

#### France
Le jour est férié.

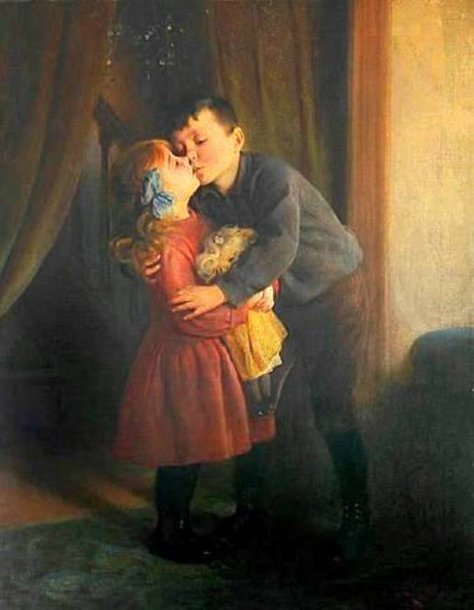
Baiser sous le gui, huile sur toile de Karl Witkowski (ici dépeignant la même tradition aux États-Unis).

En Savoie, au jour de l'an et au mois de janvier, on donnait des cornets de friandises ou de l'argent aux enfants, appelés étrennes, à chaque fois que l'on rendait visite à des membres de la famille. Le jour de l'an, on rendait visite à des amis pour souhaiter la bonne année.
C'est à ce moment de l'année que le personnel de maison, les gardiens, concierges, etc., reçoivent leurs étrennes, une somme d'argent versée par l'employeur qui récompense ainsi la qualité du service rendu au cours de l'année écoulée.
À minuit, une tradition veut que les Français s'embrassent sous une branche de gui.
On peut présenter ses vœux jusqu'au 31 janvier.

#### Italie

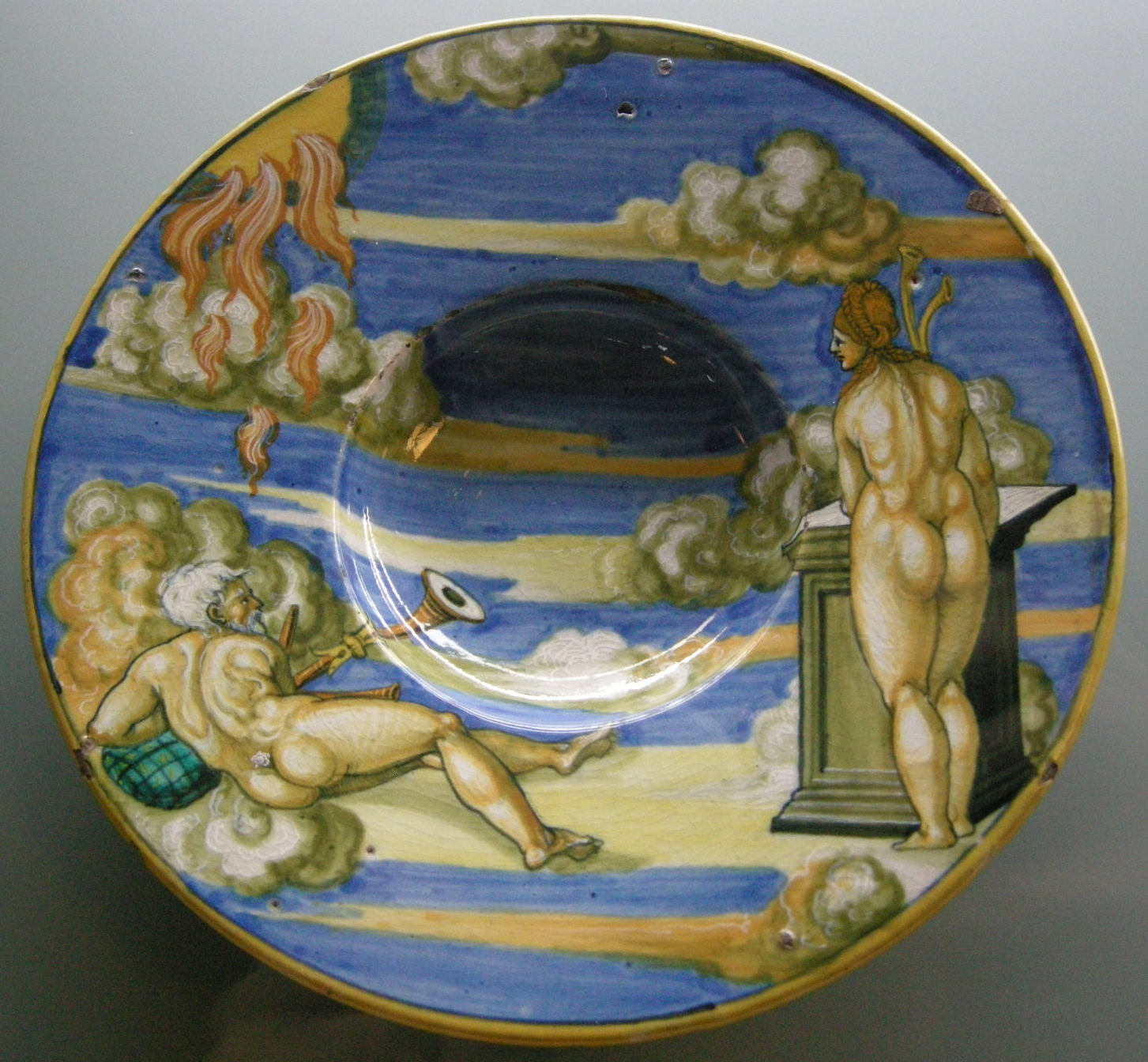
Allegoria del nuovo anno

Le jour de l'an, appelé Capodanno, les Italiens ont coutume de manger des plats spéciaux, réputés apporter richesse et abondance. Ce sont des plats à base de graines, par exemple des lentilles, ou encore des brioches, ou des gâteaux enrobés de miel.
À Naples, on accueille la nouvelle année par une coutume particulière, le soir du 31 décembre. Cette tradition consiste à jeter par la fenêtre de vieux objets, symboles de l'année terminée.

#### Pays-Bas
Oudejaarsavond, aussi appelé Oudejaarsdag, "jour de l'ancienne année" (le 31 décembre) est fêté par une abondance de feux d'artifice dès l'aube et jusque tard dans la nuit. C'est le seul jour de l'année où leur usage est autorisé à la suite de leur mise en vente libre uniquement les trois jours précédents. Le jour suivant est appelé Oud en Nieuw, "Ancien et Nouveau".
On peut présenter ses vœux jusqu'au 6 janvier, jour de l'Épiphanie.

#### Portugal
La tradition espagnole de manger douze grains de raisin sec (doze passas) à minuit y est aussi suivie, mais on les mange avec les deux pieds posés sur une chaise ; on en descend du pied droit pour porter chance. On peut également jeter par la fenêtre de la vieille vaisselle, en général de la vaisselle bleue avec des dessins traditionnels. Il y a d'autres traditions dans les différentes régions du Portugal.

### Amérique

#### Brésil

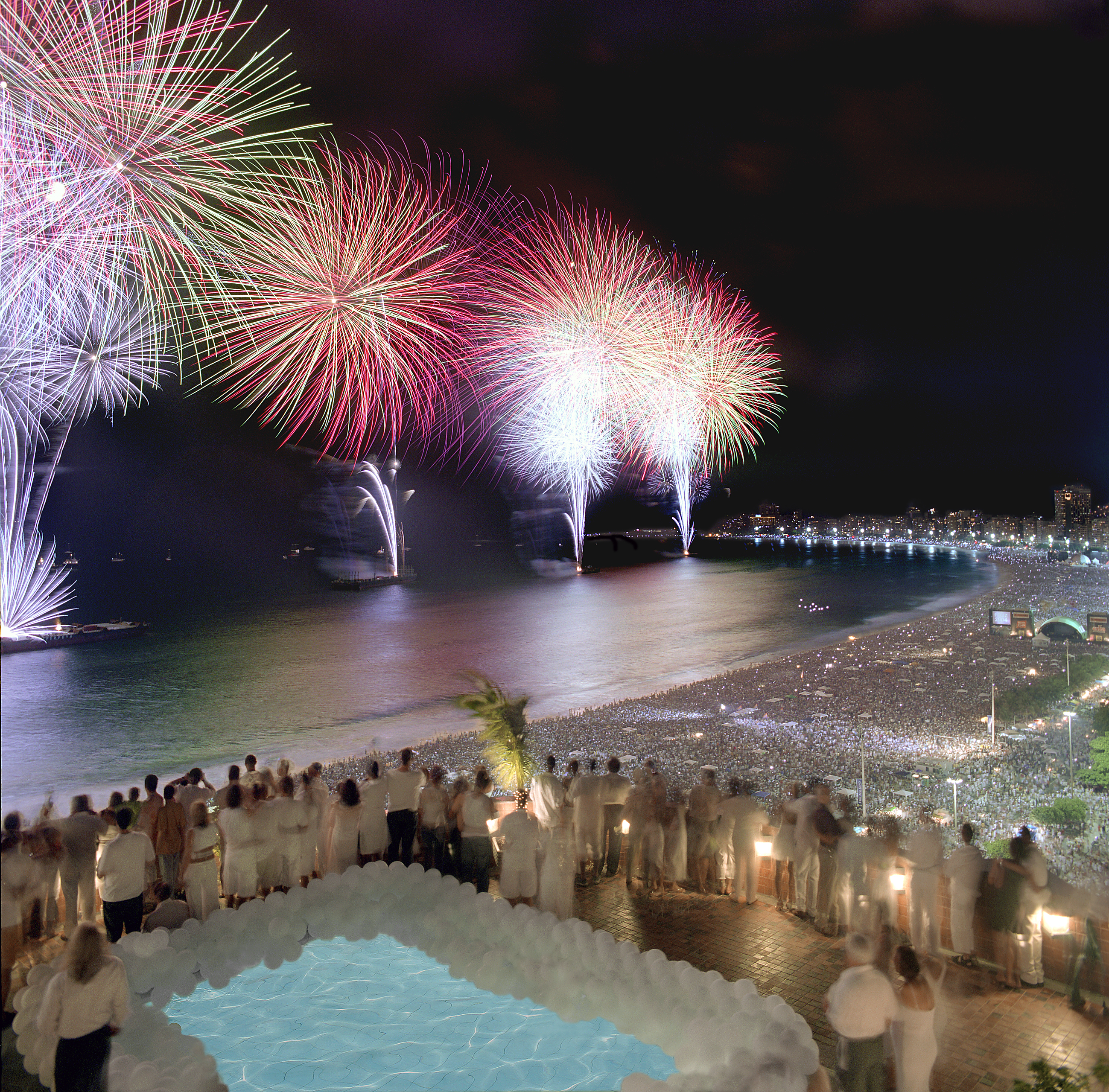
Feu d'artifice du jour de l'an sur la plage de Copacabana.

Des millions de Brésiliens et de nombreux touristes se rassemblent sur la plage de Copacabana, et sur des centaines d'autres plages partout dans le pays. À São Paulo, la plus grande mégalopole du continent, le jour de l'an est fêté sur l'immense avenue Avenida Paulista. La tradition veut que l'on s'habille en blanc, ancienne coutume tirée des religions afro-brésiliennes. On peut voir partout dans le pays d'immenses feux d'artifice.

#### Canada

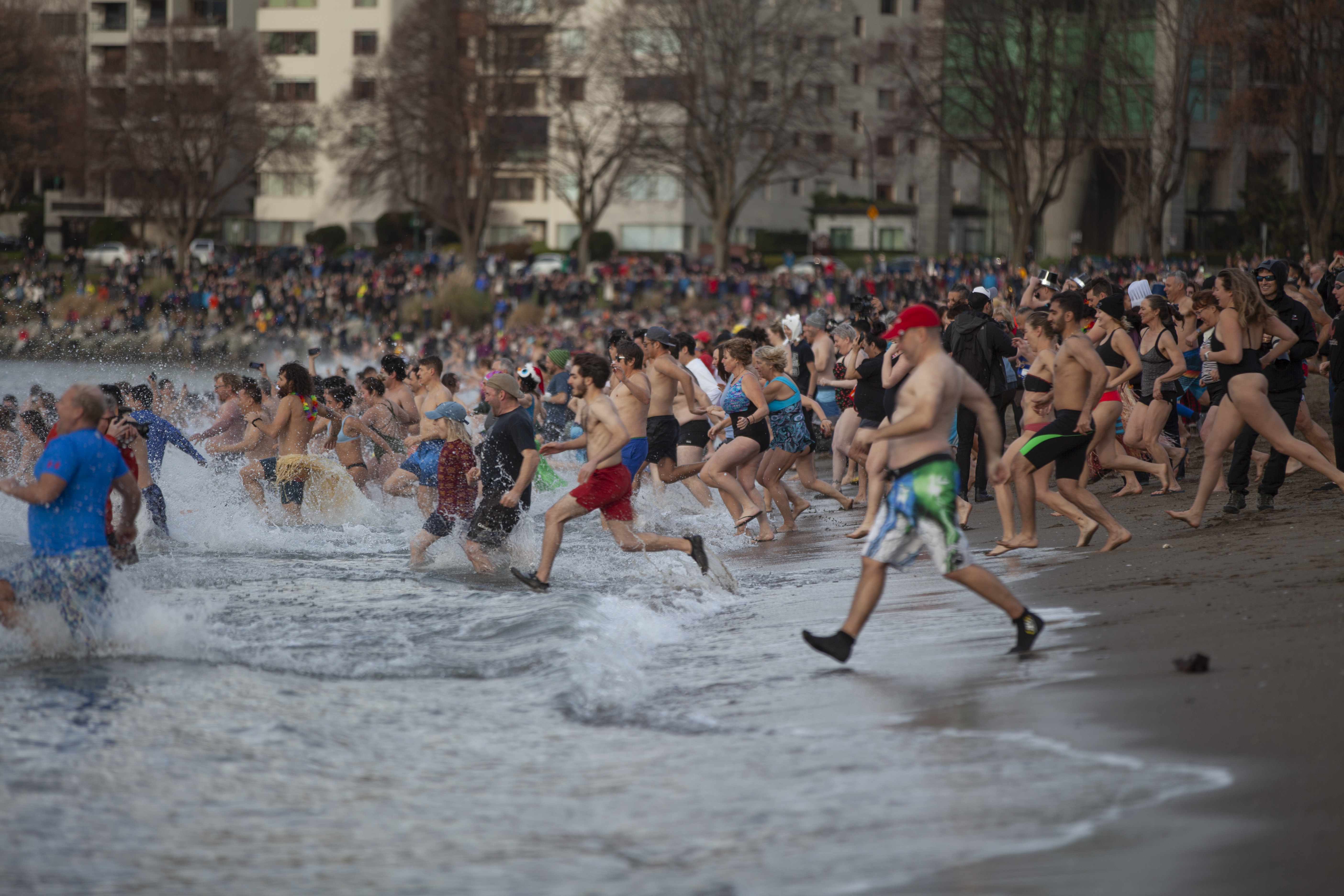
Le bain du jour de l'an au Canada

Au Canada français et en Acadie, le jour de l'an est traditionnellement fêté en famille. Comme dans le « bon vieux temps », les membres des parentés se rassemblent pour des veillées festives. Le temps du jour de l'an y est une période particulièrement riche en vieilles traditions. Un hommage spécial est rendu à la musique traditionnelle dont les origines remontent à l'époque de la colonie : chanson à répondre, cotillon, gigue, podorythmie, quadrille (set carré), reel, rigodon, etc. Dindes, pâtés de viande, ragoût de pattes de cochon, atocas, betteraves, gâteaux aux fruits composent habituellement le repas du jour de l'an. Mais, avant de commencer la fête et sur demande de l'aîné des enfants, plusieurs familles procèdent d'abord à la bénédiction paternelle.
Plusieurs préfèrent fêter le passage au jour de l'an entre amis. Rendez-vous télévisuel, l'émission Bye Bye est très populaire. Il s'agit d'une rétrospective humoristique de l'année qui s'achève. Elle est diffusée de 1968 à 1998, et par la suite, depuis 2006. Diffusée le 31 décembre à 23 h sur les ondes de Radio-Canada, cette émission unique est une tradition pour les Québécois et plusieurs communautés francophones du Canada.
La trempette de l'ours polaire (en) (appelée aussi plongeon de l'ours polaire) invite des milliers de Canadiens à s'élancer dans les eaux glacées. Sur la côte Est, les hommes ont l'habitude de s'habiller en femme et vice-versa avant de faire du porte-à-porte pour réclamer quelques verres, le plus souvent un rhum venu de Terre-Neuve, le Newfoundland Screech (en). Autre tradition qui se déroule dans le Downtown Hotel de la Cité de Dawson, le « cocktail à l'orteil », devenu un rite de passage en dehors de cette date.

#### Équateur, Pérou et Colombie
En Équateur et au Pérou, peu avant le jour de l'an, on fabrique des mannequins de chiffons ou de papier mâché qui représentent l'année qui vient de passer. On expose ces mannequins (muñecos) devant chez soi jusqu'au 31 au soir à minuit pour ensuite les brûler dans les rues. On fait aussi exploser toutes sortes de choses comme des pétards, feux d'artifice, etc. Une superstition dit que, si l'on porte une couleur en particulier sur soi lors des douze coups de minuit, cela pourra amener de la chance dans certains domaines pour la nouvelle année : le jaune pour l'argent, le rouge pour l'amour, etc. Dans le même ordre d'idées, celui qui souhaite voyager toute l'année doit courir autour de son pâté de maisons une valise à la main à minuit juste.
La tradition espagnole de manger douze grains de raisin en faisant un vœu pendant les douze coups de minuit y est également observée.
À la maison, on décore la table avec des corbeilles de fruits, de maïs, de blé, de riz, de cannelle, de fleurs jaunes.

#### États-Unis
À Philadelphie (Pennsylvanie), la « parade des mimes » (Mummers Parade en anglais) se tient chaque 1er janvier. Les associations de la ville, appelées New Years Associations, entrent en compétition dans quatre catégories. Elles préparent pendant des mois des costumes et des scènes mobiles. Environ 15 000 personnes assistent au cortège chaque année. La première de ces parades fut organisée en 1901.

### Asie

#### Cambodge
Le jour de l'an, dénommé Chaul Chhnam, est fêté pendant trois jours, vers le 15 avril.

#### Chine

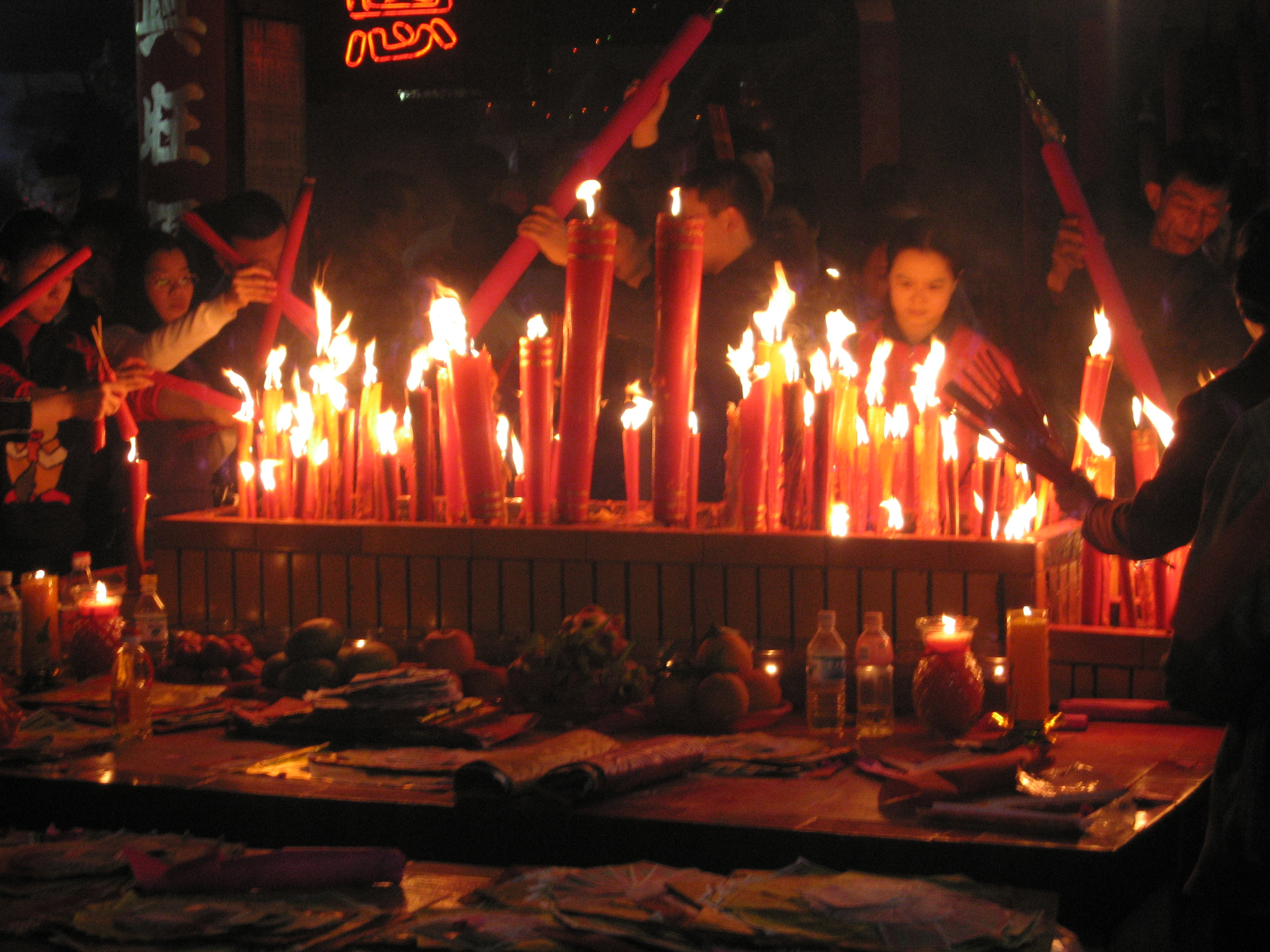
Fête du nouvel an chinois.

Il suffit d'écrire ses vœux et de lancer la lettre dans un « arbre à vœux ». Il faut alors que ce papier tienne toute la soirée pour que le vœu se réalise. Le nouvel an chinois est aussi célébré par de spectaculaires feux d'artifice et des explosions de pétards. Alors qu'actuellement la journée officielle est fixée au 1er janvier, la date du nouvel an chinois correspond dans le calendrier grégorien à une date comprise entre le 21 janvier et le 20 février. Les enfants et même des adultes reçoivent également des enveloppes rouges contenant de l'argent, étrennes à l'occasion du jour de l'an.

#### Corée
Le jour de l'an s'appelle Saehae ou Seol-nal. Les Coréens mangent la soupe de tteok (tteokgook).

#### Inde
Le jour de l'an est célébré le 1er janvier dans la majeure partie de l'Inde. Toutefois, historiquement, cette fête était célébrée suivant le calendrier lunaire à différentes dates situées au printemps, selon les ethnies.

#### Iran
Le jour de l'an iranien ou norouz (en persan: نوروز) ( « jour nouveau ») est célébré en Iran et par d'autres peuples iraniens et turcs le jour de l'équinoxe de printemps entre le 20 et le 22 mars. Cette fête plurimillénaire trouve ses racines dans le zoroastrisme et a survécu à la conquête musulmane de la Perse.

#### Japon
Depuis 1873, avec l'adoption du calendrier grégorien, le jour de l'an est célébré le 1er janvier. Le réveillon (Ōmisoka) se passe en général en famille, autour d'un copieux repas arrosé de saké. On y boit une soupe (miso) spéciale. Avant minuit, la famille part pour le temple le plus proche afin de partager du saké et assister à la frappe des 108 coups de gong annonçant le passage à la nouvelle année (ce chiffre est censé représenter le nombre de péchés accumulés dans une âme tout au long de l'année, et par ce geste on chasse les péchés un à un des âmes impures). Peu après, chacun rejoint ses pénates pour se coucher. Le lendemain, le jour de l'an, les Japonais se rendent dans les temples shinto. Il est d'usage de visiter ses relations et d'offrir des gâteaux de riz appelés mochis.

#### Mongolie
La fête du jour de l'an lunaire, Tsagaan Sar (« mois blanc »), dont la date est fixée tous les ans par les moines bouddhistes du monastère de Gandan, se déroule sur trois jours. Le premier jour est consacré aux préparatifs et au grand ménage des yourtes ; le second jour est celui du réveillon, le troisième est le jour de l'an proprement dit. À cette occasion, les Mongols Halh s'échangent les gâteaux-semelles que les hommes ont préparé selon un long processus de fabrication pendant le mois précédant la fête. Les hommes sont invités à y goûter lors de leurs visites traditionnelles d'hospitalité, et un de ces gâteaux, rempli de bonbons et enveloppé, leur est remis solennellement lors de leur départ, afin qu'ils le partagent dans leur foyer. Le jour de l'an était célébré jusqu'à la fin du XIIIe siècle à la fin de l'été, lors de la reprise de la lactation des troupeaux, et a été déplacé aux environs de fin décembre lorsque l'empereur Khubilai adapta le calendrier chinois.

#### Russie
Pour Novii God, le jour de l'an russe, on boit du champagne soviétique aux douze coups de minuit ; après le douzième coup on ouvre la porte ou la fenêtre pour que le jour de l'an entre dans la maison. Cette tradition est également célébrée en Ukraine, en Biélorussie, etc. Le soir de Noël, on mange traditionnellement du koulibiac, une tourte à base de saumon, de choux, de riz, servie avec une crème au citron. La Russie étant un pays immense, on peut trouver une infinité de variantes selon les régions.

#### Thaïlande et Laos
Le jour de l'an, dénommé Songkran, est fêté pendant trois jours ou plus, vers le 15 avril, suivant le calendrier lunaire bouddhique.

#### Tibet
Les fêtes de la nouvelle année (Losar) ont une origine prébouddhiste et remontent au premier roi tibétain Nyatri Tsenpo, dont le règne débuta en l'an -127. L'année de son intronisation marque la première année du calendrier tibétain. C'est donc en l'honneur du premier roi du Tibet qu'est célébré le jour de l'an.
Le premier jour de l'an tibétain coïncide avec le premier jour de la nouvelle année lunaire. La date est choisie conformément à l'astrologie tibétaine, matière rattachée aux études de médecine tibétaine traditionnelle.

#### Vietnam
Le Têt Nguyên Dán est la fête du jour de l'an vietnamien (en quốc ngữ Tết Nguyên Ðán, en chữ nôm 節元旦), littéralement « fête du premier jour de l'année ».

### Océanie

#### Australie
Tous les restaurants sont pleins. Il y a souvent des feux d'artifice. On boit du champagne aux douze coups de minuit ; on se tient par la main en chantant Auld Lang Syne, un chant écossais.
Nouvelle-Zélande
C'est, après quelques îles du Pacifique comme Samoa, Tonga ou Christmas, le premier grand pays à célébrer le passage à la nouvelle année chaque 1er janvier. À Wellington, comme dans les autres villes néo-zélandaises, il est de coutume de sortir dans la rue à minuit et de taper sur des casseroles pour faire le plus de bruit possible.

### Pratiques religieuses ou communautaires
- Awal muharram, le jour de l'an de l'hégire
- Rosh Hashana, le jour de l'an hébreu
- Yennayer, le jour de l'an berbère
- We Tripantu, le jour de l'an Mapuche, correspond au solstice d'hiver dans l'hémisphère sud.

## Bain du jour de l'an
Le bain du jour de l'an est une tradition de nombreux pays du monde. La pratique se fait aussi bien en eau froide ou glaciale (dans les pays du nord) qu'en eau tempérée.
Dans les Antilles on pratique le bain démaré avec l'objectif de se ressourcer et de se débarrasser des éléments négatifs de l'année écoulée .

## Souhaiter le jour de l'an dans différentes langues
Le jour de l'an est l'occasion de souhaiter les meilleures choses possibles pour l'année à venir aux gens de son entourage. La version la plus simple consiste à souhaiter « une bonne année », mais il existe des formules plus longues pour exprimer des souhaits plus précis.
- anglais : Happy New Year ("Joyeuse nouvelle année")
- allemand : Frohes Neues Jahr ("Joyeuse nouvelle année")
- arabe : سنة سعيدة Sana Saïda ("Année heureuse")
- berbère : Assugwas Amaynu ("Nouvelle année") ou encore Assugas Ameggaz
- breton : Bloavezh mad ("Année bonne")

Nombreuses versions des formules longues, dont : « Bloavezh mad, yec'hed mad ha prosperite, hag ar baradoz da fin o puhez » ("Année bonne, santé bonne et prospérité, et le paradis à la fin de votre vie")
- bulgare : Честита нова година ("Bonne nouvelle année")

- catalan : Bon any nou ("Bonne année nouvelle")
- coréen : 새해 복 많이 받으세요 Saehae bok mani bat eu sae yo ("Je vous souhaite bonne année et tous mes vœux")
- corse : Pace e salute ("Paix et santé")
- espagnol : Próspero año nuevo ("Prospère année nouvelle"), Feliz año nuevo ("Heureuse année nouvelle")
- esperanto : Feliĉan novan jaron ("Heureuse nouvelle année")
- estonien : Head uut aastat ("Bonne nouvelle année")
- finnois : Onnelistta uutta vuotta (" ... ")
- français : Bonne année, Bonne et heureuse année, ou Joyeux jour de l'an.

Formule longue : Bonne année, bonne santé.
- francique mosellan : Gutt Naujohr  (" ... ")
- hébreu : Shana Tova ("Bonne année") pour le jour de l'an juif, et Shana Ezrakhit Tova ("Bonne année civile") pour le jour de l'an civil.
- hongrois : Boldog Új Évet  (" ... ")
- indonésien : Selamat tahun baru ("Heureuse année nouvelle")
- italien : Buon anno ("Bonne année"), Felice anno nuovo ("Heureuse année nouvelle")
- japonais : Akemashite omedetô gozaimasu ("Nouvelle année heureuse")
- malais : Selamat tahun baharu ("Heureuse année nouvelle")
- néerlandais : Gelukkig nieuwjaar ("Joyeuse nouvelle année")
- norvégien : Godt nytt år ("Bonne nouvelle année")
- occitan : Bona annada, plan granada e plan acompanhada. Que se sèm pas mai, que siam pas mens ("Bonne année, prospère et suivie d'autres. Que si nous ne sommes pas plus, nous ne soyons pas moins")
- picard : Boéne énèe et pi boéne santè
- polonais : Szczęśliwego Nowego Roku ("Heureuse nouvelle année")
- portugais : Feliz ano novo ("Heureuse année nouvelle"), Próspero ano novo ("Prospère année nouvelle")
- provençal : Bon bout d'an (souhaité en Provence entre Noël et le jour de l'an)
- roumain : Un an nou fericit ("Heureuse année nouvelle")
- russe : С новым годом - S novym godom ("Avec la nouvelle année", version courte tirée de l'expression "Je vous félicite avec" (= à l'occasion de) la nouvelle année", en russe : Поздравляю с Новым Годом)

счастливого нового года - Schaslivovo Novovo Goda ("Heureuse nouvelle année")
- suédois : Gott nytt år ("Bonne nouvelle année")
- turc : Mutlu yıllar ("Bonne année")
- tchèque : Šťastný nový rok ("Heureuse nouvelle année")
- ukrainien : З новим роком - Z novym rokom ("Avec la nouvelle année")

Formule longue : Я вітаю з новим роком – Ya vitayu z novym rokom ("Je vous félicite à l'occasion de la nouvelle année")
Щасливого нового року - Chtchaslyvoho novoho rokou ("Joyeuse nouvelle année")
Formule longue : Я зичу/бажаю щасливого нового року – Ya zytchou/bajayou chtchaslyvoho rokou ("Je vous souhaite une joyeuse nouvelle année")
- vietnamien : Chúc mừng năm mới ("Souhaite heureuse année nouvelle")
- chinois : 新年快乐 xīn nián kuai le ("Nouvelle année heureuse")

## Œuvres artistiques et jour de l'an
- Un sketch du trio humoristique Les Inconnus se déroule durant un réveillon du jour de l'an
- Le film Comment je me suis disputé… (ma vie sexuelle) d'Arnaud Desplechin comporte une scène truculente[réf. nécessaire] d'un jour de l'an chez des gens que le personnage principal, Paul Dédalus, méprise cordialement.
- Peut-être de Cédric Klapisch se déroule entièrement pendant la nuit du jour de l'an.
- L'Ironie du sort (titre original complet : Ирония судьбы, или С лёгким паром!) est un film soviétique d'Eldar Riazanov, tourné en 1975. Cette comédie burlesque se déroulant pendant le jour de l'an est un film culte en Russie qui repasse rituellement à la télévision durant les fêtes de fin d'année. Un remake à gros budget (L'Ironie du sort. Suite, en russe : Ирония судьбы. Продолжение) a été tourné en 2007, mais pas par le même réalisateur.
- L'intrigue de Camille redouble, réalisé par Noémie Lvovsky, débute le soir du jour de l'an.